# هتل پارسیان کرمانشاه
هتل پارسیان کرمانشاه (با نام پیشین هتل بین‌المللی کرمانشاه)  یک هتل پنج ستاره است که در شهر کرمانشاه در ایران قرار دارد. این هتل در محل تقاطع بلوار طاق‌بستان و بلوار کشمیر، جنب پل لب آب در حاشیۀ رودخانۀ قره‌سو واقع شده‌است. هتل پارسیان کرمانشاه در ۳۰۰۰۰ متر مربع مساحت و ۱۳۵۰۰ متر مربع زیربنا در هشت طبقه ساخته شده و دارای ۹۰ اتاق، ۱۰ سوئیت و ۲۲۰ تخت است. ساخت این هتل طی سال‌های ۱۳۵۴ تا ۱۳۹۰ به مدت ۳۶ سال به طول انجامیده و در سال ۱۳۹۰ افتتاح شده‌است. مالکیت این هتل در ابتدا متعلق به یک شخص حقیقی بود، اما در سال‌های پس از انقلاب بارها دست‌به‌دست شد و از سال ۱۳۷۸ به «بنیاد مستضعفان و جانبازان انقلاب اسلامی» واگذار شد.

## تاریخچۀ ساخت

### آغاز ساخت با کارفرمای خصوصی
کار مطالعات و طراحی یک هتل ۵ ستارۀ بین‌المللی در کرمانشاه از سال ۱۳۵۴ به درخواست مالک اولیه که یک شخص حقیقی بود آغاز شد. در طرح اولیه قرار بود این هتل دارای ۱۵۸ اتاق و مطابق با استانداردهای هتل‌های چهار ستاره باشد.
 در سال ۱۳۵۶ عملیات اجرایی ساخت هتل آغاز شد. در آن زمان نام «هتل بین‌المللی کرمانشاه» بر روی این پروژه گذاشته شد. تا سال ۱۳۶۰ عملیات اجرایی فوندانسیون، اسکلت فلزی و بخشی از سفت‌کاری انجام شده‌بود، اما از آن زمان نیمه‌کاره رها گردید.

### توقف ساخت و دست‌به‌دست شدن مالکیت
از سال ۱۳۶۰ عملیات اجرایی ساخت هتل بین‌المللی کرمانشاه متوقف شد. در سال ۱۳۶۹ وزارت مسکن و شهرسازی مجموعۀ هتل و زمین‌های اطراف آن را به «شرکت توسعۀ ساختمانی غرب» واگذار کرد. این شرکت پس از اخذ مجوز با جلب همکاری شرکت «مهندسان مشاور ۴» از سال ۱۳۷۲ با بازنگری در طرح هتل، بار دیگر عملیات ساخت آن را آغاز کرد و اقداماتی همچون تقویت سازه، سفت‌کاری و تأسیسات پروژه را به انجام رساند. با این وجود طی سال‌های ۱۳۷۴ تا ۱۳۷۸ مالکیت پروژه ابتدا از «شرکت توسعۀ ساختمانی غرب» سلب و به «سازمان تأمین اجتماعی» واگذار شد و سپس از این سازمان نیز به «بنیاد مستضعفان و جانبازان انقلاب اسلامی» و «شرکت توسعه و سرمایه‌گذاری غرب» منتقل گردید که این واگذاری‌ها سبب توقف عملیات ساختمانی پروژه تا سال ۱۳۷۸ شد که در آن زمان نیز ادامۀ ساخت هتل تنها به صورت مقطعی صورت گرفت.

### توافق برای احیای پروژه و بازگشت به نقطۀ صفر
در اوایل دهۀ ۱۳۸۰ به دنبال مذاکرات استانداری کرمانشاه با مسئولان بنیاد مستضعفان و جانبازان، کار ساخت هتل بار دیگر در دستور کار قرار گرفت. در این مرحله توافقی میان سازمان سیاحتی بنیاد مستضعفان و جانباران، سازمان عمرانی و مسکن دربارۀ تداوم ساخت هتل انجام شد که به دنبال آن «شرکت خانه» به عنوان مجری طرح انتخاب شد و پیگیری امور اداری برای راه‌اندازی مجدد پروژه، تمدید مجوز هتل، تفکیک اسناد ثبتی، اخذ وام بانکی و دیگر مسائل مرتبط به این شرکت ابلاغ گردید. «شرکت خانه» تا اوایل سال ۱۳۸۳ ضمن انجام این موارد، بخشی از عملیات تکمیلی سفت‌کاری و تأسیسات هتل را نیز به انجام رساند.

با این وجود به دنبال بروز برخی تردیدها دربارۀ وضعیت خاک و پی پروژه، سازمان سیاحتی بنیاد پیشنهاد کرد که اصلاحاتی در معماری هتل صورت بگیرد که در آن طراحی پروژه نیز بر اساس معیارهای روز یک هتل چهار ستاره صورت بگیرد.
 از آنجا که بیش از ۳۰ سال از آغاز ساخت هتل گذشته بود، مسئولان بنیاد خواهان تغییراتی در سازۀ آن شدند. متعاقباً شرکت «مهندسان مشاور گروه چهار» به عنوان مشاور پروژه، شرکت «مهندسان مشاور گروه حلقه» از آلمان و «شرکت خانه» به عنوان مجری طرح کار ارزیابی فنی سازه را آغاز کرده و گزارش خود را دربارۀ وضعیت آن ارائه کردند.
 در ۱۲ مرداد ۱۳۸۳ مجتبی نیک‌کردار معاون عمرانی وقت استانداری کرمانشاه گفت بنیاد مستضعفان مشغول بررسی دو گزینۀ ایجاد تغییراتی در سازۀ کنونی و تقویت آن و یا احداث هتلی دیگر در کنار آن متناسب با شرایط روز و انتخاب یکی از این دو است. وی گفت هزینۀ اصلاح و تغییر در سازۀ کنونی می‌تواند حتی بیشتر از احداث یک سازۀ جدید باشد.
بر اساس گزارش‌های شرکت‌های مجری و مشاور طرح مقرر گردید که سازۀ فلزی قدیمی هتل برچیده شده و هتل از ابتدا مطابق با استانداردهای روز طراحی گردد.
 عملیات تخریب و برچیدن سازۀ فلزی قدیمی هتل از مهر ۱۳۸۳ آغاز و با صرف اعتباری بیش از سه میلیارد ریال در نیمۀ دی همان سال به پایان رسید و بدین ترتیب پس از گذشت نزدیک به ۳۰ سال پروژه به نقطۀ صفر خود بازگشت.

### تبدیل شدن به نماد بی‌توجهی و فساد در استان کرمانشاه
در ۱۲ مرداد ۱۳۸۳ عبدالرضا مصری نمایندۀ کرمانشاه در مجلس شورای اسلامی ضمن انتقاد از به درازا انجامیدن پروژه‌های عمرانی در استان کرمانشاه هتل بین‌المللی کرمانشاه را «اثر باستانی» نامید. وی همچنین مدعی شد که این هتل رکن گردشگری استان کرمانشاه است و تأسیس آن «سبب تحولات زیادی در این استان» خواهد شد. نیمه‌کاره ماندن و فقدان هر تلاشی برای ساخت این هتل به مدت چند دهه سبب شده‌بود تا نه تنها فقدان امکانات رفاهی و اقامتی به معضلی برای جذب گردشگر در استان کرمانشاه تبدیل شود، بلکه اسکلت ناتمام و رهاشدۀ آن به نمادی از توسعه‌نیافتگی، فساد اداری و بی‌توجهی به کرمانشاه تبدیل شود.

### آغاز دوبارۀ ساخت هتل از ابتدا
در ۱۲ دی ۱۳۸۳ اسدالله بیرانوند رئیس وقت سازمان میراث فرهنگ استان کرمانشاه اعلام کرد که مطالعات فنی نشان داده که سازۀ قدیمی هتل تحمل نوسازی را ندارد و بر اساس اصول جدید معماری نیز ساخته نشده‌است، به همین دلیل طرح جدیدی برای ساخت آن آغاز شده که تا سال ۱۳۸۵ به بهره‌برداری خواهد رسید. وی در ۳۰ دی ۱۳۸۳ نیز اعلام کرد که کار تکمیل هتل بین‌المللی کرمانشاه در هفتۀ جاری پس از ۳۰ سال توقف مجدداً از سر گرفته شده و برای این کار تسهیلات بانکی با سود پایین در اختیار بنیاد مستضعفان و جانبازان قرار داده شده‌است. وی همچنین در ۱۰ بهمن ۱۳۸۳ گفت سازۀ قبلی هتل که بیش از ۳۰ سال از ساخت آن می‌گذشت به‌طور کامل تخریب شده و ساخت آن با سازه‌ای جدید از نو آغاز شده و هم‌اکنون طراحی آن به‌طور کامل انجام شده و عملیات اجرایی آن در فاز یک قرار دارد و در سال ۱۳۸۵ به بهره‌برداری خواهد رسید.
در ۲۸ دی ۱۳۸۳ مسئولان پروژه با دعوت از خبرنگاران اعلام کردند که عملیات اجرایی ساخت «هتل بین‌المللی جديد کرمانشاه» به زودی آغاز می‌شود. مدير این پروژه در این جلسه اعلام کرد که فاز اول طراحی به پایان رسیده و فاز دوم طراحی از امروز همزمان با آغاز عملیات اجرایی آغاز می‌شود و زمان افتتاح آن را نیز پايان سال ۱۳۸۵ اعلام کرد. مجتبی نیک‌کردار معاون وقت عمرانی استانداری کرمانشاه نيز اعلام کرد که مدیریت استان هرگونه حمایتی از پروژۀ هتل بین‌المللی به عمل خواهند آورد تا از لحاظ مالی هیچ مشکلی نداشته‌باشد و در اسرع وقت به افتتاح برسد.
در ۱۷ اسفند ۱۳۸۳ حسن عسگری مدیر پروژۀ هتل بین‌المللی کرمانشاه اعلام کرد که سازۀ نیمه‌کاره و قدیمی هتل به دلیل تغییر شرایط تخریب و سازه‌ای جدید متناسب با استانداردهای جدید جایگزین آن خواهد شد. وی گفت اجرای این پروژه از سوی سازمان سیاحتی و مراکز تفریحی بنیادی به شركت خانه واگذار شده و قرار است طی مدت ۳۰ ماه از مهر ۱۳۸۳ تا پايان سال 1۱۳۸۵ با اعتباری ۹۰ میلیارد ریالی به پایان برسد. به گفتۀ وی در آن زمان کار طراحی فاز اول به پایان رسیده‌بوده و طراحی فاز دوم در حال انجام بوده و همزمان اجرای ساختمان نیز در مرحلۀ تکمیل فونداسیون قرار داشته‌است.
در ۳ مهر ۱۳۸۴ اسدالله بیرانوند رئیس وقت سازمان میراث فرهنگ استان کرمانشاه بار دیگر اعلام کرد که ساخت هتل بین‌المللی کرمانشاه تا پایان سال ۱۳۸۵ به پایان خواهد رسید.
در ۲۰ آبان ۱۳۸۴ احمد ترک‌نژاد استاندار وقت کرمانشاه اعلام کرد که فنداسیون ساختمان هتل به‌طور کامل ساخته شده و اسکلت فلزی آن در حال ساخت است. وی همچنین اعلان کرد که این پروژه به لحاظ تخصیص اعتبار با مشکلی مواجه نیست و قرار است با استانداردهای هتل چهار ستاره ساخته شود.
با این وجود کار ساخت هتل باز هم دچار وقف شد. در ۱ اردیبهشت ۱۳۸۵ خبرگزاری دانشجویان ایران (ایسنا) طی گزارشی اعلام کرد که با وجود سپری شدن بيش از ۱۵ ماه از کنفرانس خبری ۲۸ دی ۱۳۸۳، برای احداث این پروژه حرکت چندانی انجام نشده و ظاهراً به حالت تعطیل درآمده و در حال حاضر تنها چیزی که مشخص است اين است که افتتاح آن مطابق وعدۀ پیشین تا پايان سال ۱۳۸۵ متحقق نخواهد شد.
در ۱۰ شهریور ۱۳۸۵ عبدالمجید غفوری استاندار وقت کرمانشاه دربارۀ توقف مجدد پروژه گفت مجری طرح «شرکت خانه» بر اساس قرارداد مؤظف به تحویل حداکثر دو سالۀ هتل است و من نیز شخصاً هر هفته پیگیر کار هستم. وی مدعی شد غیرفعال بودن کارگران به دلیل پیش‌ساخته بودن اسکلت سازه است که بیشتر کار آن در کارخانه انجام می‌شود.

### تأخیرهای مکرر
با این وجود بهره‌برداری از هتل در زمان مقرر و تا پایان سال ۱۳۸۵ متحقق نشد. در ۱۸ دی ۱۳۸۵ اسدالله بیرانوند رییس سازمان میراث فرهنگی و گردشگری استان کرمانشاه در جلسۀ شورای برنامه‌ریزی و توسعۀ استان کرمانشاه پیشرفت پروژه را تنها ۱۷ درصد اعلام کرد که همین میزان نیز تنها در ۳ ماه گذشته متحقق شده‌است. وی گفت برای این پروژه ۱۳۰ میلیارد ریال سرمایه‌گذاری صورت گرفته که ۶۵ میلیارد ریال آن از طریق تسهیلات بانکی و مابقی توسط سازمان سیاحتی بنیاد مستضعفان تأمین شده‌است. وی این بار وعده داد که هتل بین‌المللی کرمانشاه به صورتی هتلی پنج ستاره با ظرفیت ۲۲۰ نفر در اوایل سال ۱۳۸۷ به بهره‌برداری برسد.
با این وجود کار ساخت پروژۀ هتل بین‌المللی باز هم به کندی پیش رفت. در ۶ خرداد ۱۳۸۶ محمدحسین جوانمردی معاون عمرانی استاندار کرمانشاه اعلام کرد که هیچ مشکل مالی در رابطه با پروژۀ هتل بین‌المللی وجود ندارد، اما اين پروژه تا این مرحله حدود هفت درصد نسبت به برنامۀ زمان‌بندی عملیات اجرایی تأخير دارد که مجریان طرح قول به جبران آن داده‌اند تا عملیات اسکلت و سقف تا پایان خرداد به پایان رسیده و نهایتاً مطابق با برنامۀ جدید بهره‌برداری از آن تا شهریور ۱۳۸۷ متحقق شود.
در ۲۰ خرداد ۱۳۸۶ نیز عبدالمجید غفوری استاندار وقت کرمانشاه ضمن بازدید از هتل بین‌المللی کرمانشاه زمان مشخص‌شدۀ جدید برای بهره‌برداری از پروژه را شهریور ۱۳۸۷ اعلام کرد، اما با توجه به پیشرفت ۲۰ درصدی پروژه نسبت به اتمام به موقع آن ابراز تردید کرد. غفوری در این بازدید اظهار داشت که کار ساخت اسکلت هتل باید تا پایان تیر ۱۳۸۶ به پایان برسد و لازم است که به دلیل حساسیت ویژۀ مردم استان کرمانشاه بر این پروژه و تبدیل شدن آن به نمادی از توسعه‌نیافتگی و فراموش‌شدگی استان، کنترل دائم و بازدید ماهانه از آن صورت بگیرد.
در ۱۲ مرداد ۱۳۸۷ عبدالمجید غفوری استاندار وقت کرمانشاه اعلام کرد که امکان افتتاح هتل در شهریور ۱۳۸۷ وجود ندارد و برنامۀ بهره‌برداری از این پروژه به سه ماهۀ سوم ۱۳۸۷ موکول شده‌است. او دلیل این امر را اضافه شدن ۱۵۰۰ متر به زیربنای هتل اعلام کرد و گفت بکی از اتاق‌های هتل به عنوان «اتاق نمونه» کامل شده‌است. با این وجود در ۲۴ مرداد ۱۳۸۶ محمدحسین جوانمردی معاون عمرانی وقت استانداری کرمانشاه اعلام کرد که اگرچه به دلیل بروز مشکل در اخذ تسهیلات از بانک و ساخت سازه‌های فولادی، کار ساخت اسکلت و سقف هتل مطابق با برنامه تا پایان تیرماه به پایان نرسیده، اما پروژه ۲۷ درصد پیشرفت داشته و اتمام آن در شهریور ۱۳۸۷ قطعی است. وی بار دیگر تأکید کرد که مشکلی به لحاظ تأمین مالی پروژه وجود ندارد و ۵۲ میلیارد ریال تسهیلات برای این پروژه تصویب شده و از طرف دیگر مؤسسۀ مالی اعتباری بنیاد نیز پشتوانۀ پروژه است و در صورت نیاز امکان استفاده از تسهیلات بنگاه‌های زودبازده نیز وجود دارد.
در ۲۵ آبان ۱۳۸۷ بابایی مدیر یک شرکت سرمایه‌گذاری گردشگری که کار تأمین سرمایۀ پروژۀ هتل بین‌المللی کرمانشاه را بر عهده داشت در حاشیۀ «دومین همایش بین‌المللی معرفی فرصت‌های سرمایه‌گذاری گردشگری» به خبرنگار ایسنا گفت که عملیات ساخت هتل در حالت نیمه‌کاره متوقف شده و اجرای آن به كندی صورت می‌گیرد.
در ۹ اسفند ۱۳۸۷ اسدالله بیرانوند رییس سازمان میراث فرهنگی، صنایع دستی و گردشگری استان کرمانشاه اعلام کرد که کار ساخت هتل بین‌المللی کرمانشاه که از آن با عنوان «هتل پارسیان» نام برد ۷۰ درصد یشرفت فیزیکی داشته‌است. او علت تأخیرهای پیاپی در اجرای پروژه را مشکل مالی عنوان کرد و وعده داد که با پیگیری استانداری و بنیاد مستضعفان و جانبازان تسهیلات مورد نیاز برای این پروژه در حال تصویب در بانک ملی مرکز است و این هتل با تزریق اعتبار ظرف چند ماه به بهره‌برداری خواهد رسید. وی بار دیگر در ۱۱ اسفند ۱۳۸۷ با تکرار این مسائل اعلام کرد که برآورد بنیاد مستضعفان و جانبازان برای احداث این هتل ۱۶ میلیارد تومان بوده و تاکنون ۱۰ میلیارد تومان آن در پروژه هزینه شده‌است.
در ۶ شهریور ۱۳۸۸ عبدالمجید غفوری استاندار وقت کرمانشاه اعلام کرد که مجری طرح ساخت هتل بین‌الملی کرمانشاه تغییر کرده‌است. وی بدون اظهار نظر دربارۀ وضعیت اجرای پروژه ابراز امیدواری کرد که کار ساخت هتل دوباره از سر گرفته شده و تا پایان سال ۱۳۸۸ به بهره‌برداری برسد.
در ۵ آبان ۱۳۸۸ خبرگزاری ایسنا با ارائۀ گزارشی دربارۀ پیشرفت پروژه اعلام کرد که محمدحسین جوانمردی معاون عمرانی وقت استانداری کرمانشاه نزدیک به دو ماه پیش میزان پیشرفت پروژه را ۶۵ درصد و وقفۀ پیش‌آمده در عملیات ساخت هتل را نه بر اثر مشکل مالی، بلکه ناشی از اختلاف بین مدیر پروژه و پیمانکار دانسته که این مسئله با تغییر مدیر پروژه برطرف شده‌است.
در ۲۰ آبان ۱۳۸۸ خبرگزاری ایسنا در گزارشی پیرامون پروژه‌های نیمه‌تمام کرمانشاه که هریک به مدت چند دهه به درازا انجامیده‌اند از هتل بین‌المللی کرمانشاه در کنار پروژه‌های دیگری مانند بیمارستان دکتر محمد کرمانشاهی، بیمارستان ۹۶ تختخوابی سنقر و کلیایی، موزۀ بزرگ غرب کشور و دانشگاه صنعتی کرمانشاه به عنوان یکی از معضلات اقتصاد کشور نام برد که سال‌هاست بخش زیادی از منابع کشور را می‌بلعد، اما هنوز مردم از خدمات آن بهره‌مند نشده‌اند.
در ۱۵ اردیبهشت ۱۳۸۹ محمد فروزنده رییس وقت بنیاد مستضعفان انقلاب اسلامی که به کرمانشاه آمده‌بود در جلسه‌ای در محل استانداری کرمانشاه اعلام کرد که کار ساخت هتل با ۶۱ درصد پیشرفت روند مناسبی را طی می‌کند و تا پاییز ۱۳۸۹ افتتاح خواهد شد. وی وعده داد که حدود یک هکتار فضای فرهنگی و ورزشی عمومی نیز در هتل بین‌المللی ایجاد خواهد شد که به جز مسافران، عموم مردم هم امکان استفاده از آن را خواهند داشت.
 احد محمدی مدیرعامل سازمان سیاحتی و گردشگری بنیاد مستضعفان نیز اعلام کرد که تجهیزات مورد نیاز هتل سفارش داده شده و کار جذب نیروی انسانی هتل بین‌المللی کرمانشاه نیز به زودی آغاز می‌شود و وعده داد که ۸۰ تا ۱۰۰ نفر نیروی انسانی مورد نیاز هتل از افراد بومی استان کرمانشاه جذب خواهند شد.
در ۱۱ خرداد ۱۳۸۹ اسدالله بیرانوند مدیرکل وقت میراث فرهنگی و گردشگری استان کرمانشاه گفت هتل بین‌المللی کرمانشاه مراحل پایانی ساخت خود را طی می‌کند و تا پایان تابستان ۱۳۸۹ افتتاح خواهد شد. در ۹ شهریور ۱۳۸۹ نیز سید دادوش هاشمی استاندار وقت کرمانشاه هتل بین‌المللی کرمانشاه را آمادۀ افتتاح اعلام کرد.

در ۱۵ آذر ۱۳۸۹ سیروس گل‌عنبر نایب رییس وقت اتحادیۀ هتل‌داران استان کرمانشاه اظهار داشت که قرار است «هتل پارسیان» کرمانشاه تا پیش از نوروز ۱۳۹۰ به بهره‌برداری برسد.
در ۱۷ بهمن ۱۳۸۹ محمدجواد سبزواری که به عنوان مدیرعامل هتل بین‌المللی کرمانشاه منصوب شده‌بود ضمن نام بردن از این هتل به عنوان نخستین هتل پنج ستاره در غرب ایران، سرمایۀ ساخت آن را ۲۱۰ میلیارد ریال از محل منابع اختصاصی بنیاد مستضعفان و مشارکت بانک عنوان و اعلام کرد که کار ساخت پروژه ۸۸ درصد پیشرفت فیزیکی داشته و مرحلۀ اول آن که بخش اقامتی هتل است تا پایان سال ۱۳۸۹ به بهره‌برداری خواهد رسید.
با این وجود در ۲۰ بهمن ۱۳۸۹ کیومرث فرهبد معاون سرمایه‌گذاری ادارۀ کل میراث فرهنگث و گردشگری استان کرمانشاه اعلام کرد که این هتل برخلاف قرار قبلی آمادۀ بهره‌برداری در دهۀ فجر امسال نیست و وعده داد که هتل بین‌المللی کرمانشاه تحت نام «هتل پارسیان کرمانشاه» در نوروز ۱۳۹۰ آمادۀ بهره‌برداری باشد. وی مساحت هتل را ۱۵۰۰۰ مترمربع، زیربنای آن را ۱۲۳۰۰ متر مربع در ۸ طبقه و ظرفیت آن را ۲۳۰ نفر در بخش اقامت و ۵۰۰ نفر در بخش رستوران اعلام کرد و گفت سرمایه‌گذاری انجام‌شده برای ساخت این هتل ۲۰۰ میلیون ریال بوده که ۱۳۰ میلیارد و ۲۶۰ میلیون ریال آن از طریق تسهیلات بانکی تأمین شده که تاکنون ۸۰ میلیارد و ۸۰۰ میلیون ریال آن پرداخت شده‌است.
در ۲۷ اسفند ۱۳۸۹ سیروس گل‌عنبر نایب رییس وقت اتحادیۀ هتل‌داران استان کرمانشاه اظهار داشت که بخشی از کارهای جزئی برای راه‌اندازی هتل بین‌المللی پارسیان کرمانشاه همچون راه‌اندازی تأسیسات و چیدمان مبلمان انجام نشده و به همین دلیل امکان پذیرش مسافر هنوز در این هتل وجود ندارد، اما پیش‌بینی می‌شود از نیمۀ دوم تعطیلات نوروز ۱۳۹۰ شرايط برای پذیرش مسافر در این هتل فراهم شود.

### افتتاح پس از ۳۶ سال
پروژۀ هتل بین‌المللی ۵ ستارۀ کرمانشاه سرانجام پس از ۳۶ سال، در ۱۹ فروردین ۱۳۹۰ با حضور حمید بقایی معاون رئیس جمهور و رییس سازمان میراث فرهنگی، صنایع دستی و گردشگری با نام رسمی «هتل ۵ ستارۀ پارسیان کرمانشاه» به عنوان یکی از هتل‌های زنجیره‌ای بین‌المللی پارسیان تحت پوشش و مالکیت بنیاد مستضعفان افتتاح شد. هزینۀ ساخت این هتل در مراسم گشایش آن حدود ۲۴ میلیارد و ۵۰۰ میلیون تومان اعلام شد.

## امکانات
- سالن همایش
- سالن جشن‌ها
- استخر و سونا
- سالن بدنسازی
- رستوران سنتی
- کافی‌شاپ
- مرکز تجاری
- کافی‌نت
- سالن چندمنظوره
- پارکینگ طبقاتی[۱]
- سینما بیستون